# District Council of Tumby Bay
Tumby Bay är ett distrikt i Australien. Det ligger i delstaten South Australia, omkring 240 kilometer väster om delstatshuvudstaden Adelaide. Antalet invånare var 2 610 vid folkräkningen 2016.
Följande samhällen finns i Tumby Bay:
- Tumby Bay
- Ungarra
- Lipson
- Port Neill
- Brooker

- Öar:
  - Langton Island (en ö)
  - Reevesby Island (en ö)
  - Sir Joseph Banks Group (en ö)

- Halvöar:
  - Cape Hardy (en udde)

- Berg:
  - Mount Hill (ett berg)